# Paul Muldoon
Paul Muldoon (ur. 20 czerwca 1951 w Portadown, Armagh) – północnoirlandzki poeta. 
Studiował literaturę angielską na Queen's University w Belfaście, gdzie jednym z jego wykładowców był Seamus Heaney. Debiutował, będąc jeszcze studentem, w roku 1973 tomikiem New Weather. Uczestniczył w spotkaniach grupy lokalnych poetów z Belfastu zorganizowanej przez Philipa Hobsbauma, do której należeli m.in. Heaney, Derek Mahon i Michael Longley. Pracował dla BBC w Belfaście. Od 1987 roku przebywa w Stanach Zjednoczonych, gdzie wykłada na Uniwersytecie w Princeton. W latach 1999-2004 piastował stanowisko profesora poezji (Professor of Poetry) na Uniwersytecie Oksfordzkim. Jest członkiem Aosdána, irlandzkiego stowarzyszenia wybitnych artystów.
W 2003 roku został laureatem Nagrody Pulitzera w dziedzinie poezji za Moy Sand and Gravel. Zdobywał również licznie inne nagrody literackie, m.in. T.S. Eliot Prize w 1994, The Irish Times Poetry Prize w 1997, oraz Griffin International Prize for Excellence in Poetry w 2003 roku.
Żona Pula Muldoona – Jean Hanff Korelitz – jest powieściopisarką. Mają dwoje dzieci.

## Charakter twórczości
Poezja Paula Muldoona ma często charakter autobiograficzny, jest pełna aluzji, gier słownych i niedomówień, ze względu na które uważana bywa czasem za dość trudną w odbiorze. Cechuje się doskonałą techniką metryczną. 
Oprócz poezji Muldoon jest również autorem librett do czterech oper amerykańskiego kompozytora Darona Hagena: Shining Brow (1992), Vera of Las Vegas (1996), Bandanna (1998) oraz The Antient Concert (2005). 
Poezje Paula Muldoona na język polski tłumaczyli m.in. Piotr Sommer i Leszek Engelking.

## Wybrana twórczość
- New Weather (1973)
- Mules (1977)
- Why Brownlee Left (1980)
- Quoof (1983)
- Meeting the British (1987)
- Selected Poems 1968–1986 (1987)
- Madoc: A Mystery (1990)
- The Annals of Chile (1994, nagrodzona T.S. Eliot Prize)
- Kerry Slides (with photographs by Bill Doyle) (1996)
- Hay (1998)
- Poems 1968–1998 (2001)
- Moy Sand and Gravel (2002) (Nagroda Pulitzera w dziedzinie poezji oraz International Griffin Poetry Prize)
- Reverse Flannery: Magical Tales of Ireland (2003)
- Medley for Morin Khur (2005)
- Sixty Instant Messages to Tom Moore (2005)
- Horse Latitudes (2006) (nominacja do nagrody T.S. Eliot Prize)
- General Admission (2006)